# اناپارتی
اناپارتی (به انگلیسی: Anaparti) یک منطقهٔ مسکونی در هند است که در آندرا پرادش واقع شده‌است.